# Stenomys
Stenomys (Thomas, 1910) è un genere di Roditori della famiglia dei Muridae.

## Descrizione
Al genere Stenomys appartengono roditori di medie dimensioni, con lunghezza della testa e del corpo tra 90 e 168 mm, la lunghezza della coda tra 92 e 171 mm e un peso fino a 133 g.

Il cranio è relativamente piccolo, sottile e dai contorni arrotondati. Le creste sopra-orbitali e temporali sono ben sviluppate. La scatola cranica è ampia. Il rostro è lungo e sottile.

Sono caratterizzati dalla seguente formula dentaria:
La pelliccia è densa, soffice e lucida e priva di peli spinosi. La coda è generalmente lunga quanto la testa ed il corpo, è ricoperta finemente di peli ed ha talvolta la parte terminale bianca. I piedi sono molto lunghi e snelli. I metatarsi sono particolarmente allungati. Le femmine hanno un paio di mammelle pettorali e due paia inguinali. In alcune specie è presente un paio di mammelle post-ascellari, mentre in altre sono presenti solo due paia inguinali.

## Distribuzione
Questo genere è endemico della cordigliera centrale della Nuova Guinea.

## Tassonomia
Il genere, frequentemente incluso nel genere Rattus, comprende 8 specie:
- Stenomys arfakiensis
- Stenomys arrogans
- Stenomys niobe
- Stenomys omichlodes
- Stenomys pococki
- Stenomys richardsoni
- Stenomys vandeuseni
- Stenomys verecundus